# Hoarusib
Der Hoarusib ist einer der 12 ephemeren Trockenflüsse im Westen Namibias. Er ist 300 km lang und stellt mit seinen Feuchtgebieten im Unterlauf neben dem Hoanib und Uniab eine der bedeutenden Flussoasen in der nördlichen Namib dar, die sich durch einen hohen und weitgehend unberührten Wildbestand auszeichnen.

## Hydrologie
Der Hoarusib entwässert im zentralen Kaokoveld ein gebirgiges und sehr abgelegenes Einzugsgebiet von 15.237 km², das sich vom Atlantik bis zu den Steilrandbergen im Norden über Opuwo im Osten und Kaoko Otavi im Süden erstreckt und die Tönniesen- und Giraffenberge einschließt. Der höchste Punkt des Einzugsgebiets liegt auf 1960 m. Die Niederschläge im Einzugsgebiet fallen unregelmäßig und variieren von 0 mm/a im Mündungsbereich bis 325 mm/a im Osten bei Opuwo. 40 % des Einzugsgebiets erhalten dabei weniger als 100 mm/a, nur 8 % weisen einen Jahresniederschlag über 300 mm auf. Der Hoarusib kommt regelmäßig ab und erreicht mit häufigen und starken Fluten fast jedes Jahr den Atlantik. Im Unterlauf westlich von Purros finden sich größere, ganzjährige Feuchtgebiete. Hier trifft der Grundwasserfluss des Hoarusib auf eine Härtlingsschwelle, so dass dort Grundwasser oberflächlich austritt. Auch im weiteren Verlauf treten immer wieder Quellen oder anstehendes Grundwasser auf.

## Vegetation und Fauna
Der Großteil des Einzugsgebiets mit 94 % besteht aus Mopane-Savanne. Nur 6 % liegen im Bereich der nördlichen Namib. Entlang des Horarusib finden sich Galeriewälder mit Tamariske (Tamarix), Palmen (z. B. Hyphaene spec.), Leadwood (Combretum imberbe), Anabaum (Faidherbia albida), Mopane (Colophospermum mopane), Kameldorn (Acacia erioloba) und Euclea. In den feuchteren Gebieten im Unterlauf finden sich darüber hinaus größere Bestände von Gräsern, Cyperus und Phragmites.
Ebenso wie der Hoanib oder Uniab bieten die großen Feuchtgebiete und Galeriewälder des Hoarusib im sonst trockenen Kaokoveld die Grundlage für bedeutende Wildbestände. Neben Antilopenarten finden sich auch Elefant, Schwarzes Nashorn, Giraffen sowie Löwen, Hyänen und andere Raubtiere. Der Hoarusib gehört zu den traditionellen Wanderrouten der Wüstenelefanten.

## Nutzung und Besiedlung
98 % der Einzugsgebietsfläche sind kommunales Land und in Stammesverwaltung, die übrigen zwei Prozent im Unterlauf sind Teil des Skeleton Coast Parks, private Farmen existieren nicht. Die Einwohnerzahl beträgt 14.000, wovon etwa zwei Drittel in Opuwo, der Hauptstadt der Kunene-Region leben. Ein Großteil der Bevölkerung gehört zu den Volksgruppen der Ovahimba bzw. Ovaherero. Die Landnutzung ist fast ausschließlich Wanderweidewirtschaft, zunehmend spielt jedoch auch der Tourismus eine Rolle.
Besonders die wachsende Einwohnerzahl von Opuwo und der zunehmende Tourismus, aber auch Pläne zum Ausbau von Möwe Bay als Hafen führen zu einer zunehmenden Gefährdung des fragilen Ökosystems des Hoarusibs, einerseits durch die zunehmende Verkehrsdichte, aber vor allem auch durch den enorm ansteigenden Wasserbedarf, der die begrenzten Ressourcen des Hoarusib bereits heute extrem strapaziert.